# Sericesthis parvipes
Sericesthis parvipes är en skalbaggsart som beskrevs av Blackburn 1890. Sericesthis parvipes ingår i släktet Sericesthis och familjen Melolonthidae. Inga underarter finns listade i Catalogue of Life.